# Spółdzielnia pracy
Spółdzielnia pracy – spółdzielnia będąca własnością pracowników samodzielnie przez nich zarządzaną. Kontrola ta oznacza, że każdy pracownik-właściciel uczestniczy w podejmowaniu decyzji w sposób demokratyczny, lub tworzony jest zarząd wybierany przez każdego pracownika-właściciela, z których każdy ma jeden głos.

## Historia

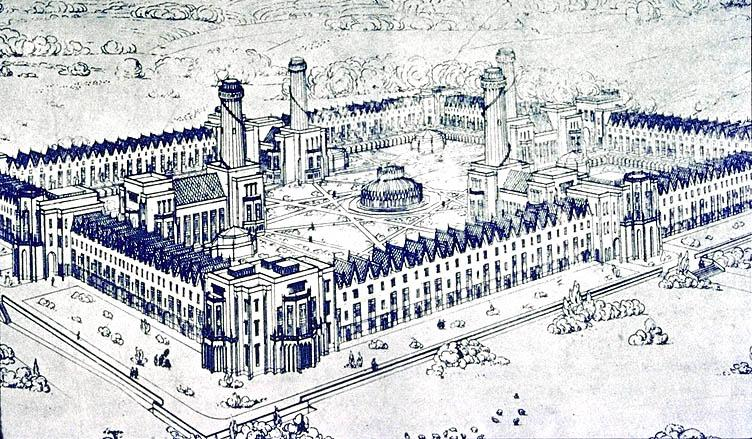
Model wizjonerskiego projektu Roberta Owena, osady spółdzielczej (owenici wypalali cegły, aby ją zbudować, ale do budowy nigdy nie doszło)

Spółdzielnie pracownicze zyskały na znaczeniu w czasie rewolucji przemysłowej jako część ruchu robotniczego. W miarę jak zatrudnienie przenosiło się na tereny przemysłowe, a sektory pracy ulegały zmniejszeniu, robotnicy zaczęli organizować się i kontrolować własne przedsiębiorstwa. Spółdzielnie pracownicze powstały w wyniku „krytycznej reakcji na kapitalizm przemysłowy i skrajności rewolucji przemysłowej”. Niektóre spółdzielnie robotnicze zostały stworzone, aby „radzić sobie ze złem nieokiełznanego kapitalizmu i niepewnością pracy najemnej”.
Filozofia, która legła u podstaw ruchu spółdzielczego, wywodzi się z socjalistycznych pism myślicieli, takich jak Robert Owen i Charles Fourier. Robert Owen, uważany przez wielu za ojca ruchu spółdzielczego, zbił fortunę na handlu bawełną, ale chciał zapewnić swoim pracownikom dobre warunki i dostępu do edukacji dla nich i ich dzieci. Pomysły te zostały z powodzeniem wprowadzone w życie w przędzalniach bawełny w New Lanark w Szkocji. To właśnie tam powstał pierwszy sklep spółdzielczy. Zachęcony tym sukcesem, wpadł na pomysł tworzenia „wiosek spółdzielczych”, w których robotnicy wydobywaliby się z ubóstwa, uprawiając własną żywność, szyjąc własne ubrania i w końcu stając się samorządnymi. Próbował utworzyć takie wspólnoty w Orbiston w Szkocji i w New Harmony w stanie Indiana w Stanach Zjednoczonych, ale obie te wspólnoty zakończyły się niepowodzeniem.
Podobne wczesne eksperymenty przeprowadzono na początku XIX wieku i do 1830 istniało kilkaset spółdzielni. Dr William King sprawił, że pomysły Owena stały się bardziej wykonalne i praktyczne. Wierzył, że należy zaczynać od małych rzeczy i zdawał sobie sprawę, że klasy pracujące będą musiały same zakładać spółdzielnie, więc widział swoją rolę jako instruktora. Założył miesięcznik „The Co-operator”, którego pierwszy numer ukazał się 1 maja 1828. Było to połączenie filozofii spółdzielczej i praktycznych porad dotyczących prowadzenia sklepu na zasadach spółdzielczych.

### Ruch współczesny

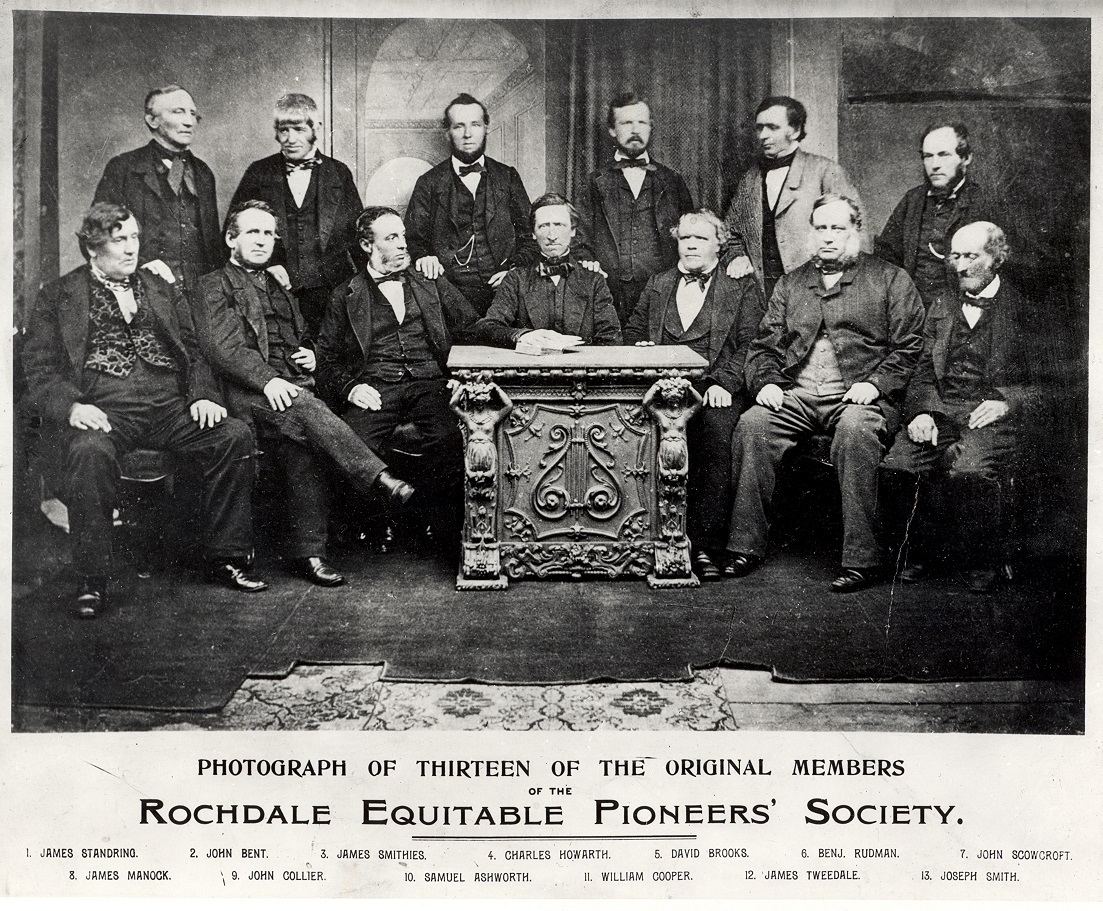
Członkowie Rochdale Society of Equitable Pioneers na fotografii z lat 40. XIX w.

Pierwszą udaną organizacją spółdzielczą było założone w Anglii w 1844 należące do konsumentów Rochdale Society of Equitable Pioneers. Pionierzy z Rochdale ustanowili „Zasady roczdelskie”, na podstawie których prowadzili swoją spółdzielnię. Stało się to podstawą do rozwoju i wzrostu nowoczesnego ruchu spółdzielczego. Ponieważ mechanizacja rewolucji przemysłowej zmuszała coraz więcej wykwalifikowanych robotników do popadania w ubóstwo, handlowcy ci postanowili zebrać się razem i otworzyć własny sklep, w którym sprzedawali artykuły spożywcze, na jakie w przeciwnym razie nie mogliby sobie pozwolić.
Mając w pamięci lekcje z wcześniejszych nieudanych prób współpracy, opracowali słynne już zasady roczdelskie i w ciągu czterech miesięcy starali się zebrać po jednym funcie szterlingu na osobę, co dało w sumie 28 funtów kapitału. 21 grudnia 1844 otworzyli sklep z bardzo skromnym asortymentem masła, cukru, mąki, płatków owsianych i kilkoma świecami. W ciągu trzech miesięcy rozszerzyli swoją ofertę o herbatę i tytoń, aż wkrótce zyskali powszechną reputację dostawców wysokiej jakości dóbr.
Międzynarodową organizacją reprezentującą spółdzielnie pracownicze jest CICOPA, która posiada dwie organizacje regionalne: CECOP-CICOPA Europe i CICOPA Americas.

### Dziś
Kiedy obecny ruch spółdzielczy odrodził się w latach sześćdziesiątych, rozwijał się głównie w oparciu o nowy system „własności kolektywnej”, w którym akcje o wartości nominalnej były wydawana jako symbole egalitarnych praw głosu. Zazwyczaj członek może posiadać tylko jeden udział, aby zachować egalitarny etos. Po wprowadzeniu i po okresie próbnym, zwykle po to, aby nowy kandydat mógł zostać oceniony, otrzymuje prawo do zarządzania spółdzielnią bez „własności” w tradycyjnym sensie. W Wielkiej Brytanii system ten znany jest jako wspólna własność (common ownership).
Niektóre z tych pierwszych spółdzielni nadal istnieją, a większość nowych podąża ich śladem i rozwija relacje kapitałowe, które są bardziej radykalne niż poprzedni system własności udziałów kapitałowych.
W Stanach Zjednoczonych nie ma spójnego ustawodawstwa dotyczącego spółdzielni pracowniczych na poziomie krajowym, a tym bardziej prawa federalnego, więc większość spółdzielni pracowniczych korzysta z tradycyjnego prawa spółdzielczego i próbuje je dostosować do swoich celów. W niektórych przypadkach, członkowie (pracownicy) spółdzielni faktycznie „posiadają” przedsiębiorstwa poprzez zakup udziałów, które reprezentują ułamek wartości rynkowej spółdzielni.
W Wielkiej Brytanii ten typ spółdzielni był tradycyjnie znany jako spółdzielnia producencka; i chociaż pozostawał w cieniu spółdzielni konsumenckich i rolniczych, stanowił również niewielką sekcję w ramach krajowego organu naczelnego, Związku Spółdzielczego. Nowa fala spółdzielni pracowniczych, która pojawiła się w Wielkiej Brytanii w połowie lat 70., dołączyła do Industrial Common Ownership Movement (ICOM) jako odrębna federacja. Dzięki ruchowi alternatywnemu i ekologicznemu oraz politycznemu dążeniu do tworzenia miejsc pracy, sektor osiągnął szczytowy poziom około 2000 przedsiębiorstw. Jednakże tempo wzrostu spadło, sektor skurczył się, a w 2001 ICOM połączył się z Co-operative Union (który był organem federalnym dla spółdzielni konsumenckich), tworząc Co-operatives UK, tym samym ponownie jednocząc sektor spółdzielczy.
W 2006 Rada Spółdzielni Pracowniczych Co-operatives UK napisała i stale aktualizuje kodeks spółdzielni pracowniczych, broszurę, która „określa, czego każdy powinien oczekiwać i w jakich ramach współpracować jako członek spółdzielni pracowniczej”.
W 2018 Google ogłosił grant w wysokości 1 miliona dolarów na zestaw do rozwoju spółdzielni platformowej we współpracy z 5 spółdzielniami pilotażowymi, które wszystkie są własnością pracowników.

## Badania

### Trwałość
Według analizy wszystkich przedsiębiorstw w Urugwaju w latach 1997–2009, spółdzielnie pracownicze mają o 29% mniejsze szanse na zamknięcie po uwzględnieniu zmiennych takich jak przemysł. We Włoszech spółdzielnie pracownicze, które zostały utworzone przez pracowników kupujących przedsiębiorstwo, gdy jest ono zagrożone zamknięciem lub wystawione na sprzedaż, mają 3-letni wskaźnik przeżywalności na poziomie 87%, w porównaniu z 48% wszystkich włoskich przedsiębiorstw. Badanie hiszpańskich i francuskich spółdzielni pracowniczych z 2012 wykazało, że „w czasie kryzysu gospodarczego były one bardziej odporne niż przedsiębiorstwa konwencjonalne”. We Francji trzyletni wskaźnik przeżywalności spółdzielni pracowniczych wynosi 80–90%, w porównaniu z ogólnym wskaźnikiem przeżywalności wszystkich przedsiębiorstw wynoszącym 66%. Podczas kryzysu gospodarczego w 2008 liczba pracowników w spółdzielniach pracowniczych we Francji wzrosła o 4,2%, podczas gdy zatrudnienie w innych przedsiębiorstwach spadło o 0,7%.

### Płace
Badanie z 2006 wykazało, że płace w spółdzielniach we Włoszech były o 15 do 16% niższe niż te, które średnio wypłacały firmy kapitalistyczne, i były bardziej elastyczne, podczas gdy zatrudnienie było bardziej stabilne. Po uwzględnieniu zmiennych, takich jak wykształcenie, wiek, płeć, zawód, branża, lokalizacja, wielkość firmy, koszt kapitału użytkownika, koszty stałe oraz odchylenia w realnej sprzedaży, wartość ta zmieniła się do 14 procent. Autorzy sugerują, że jest to spowodowane tym, że spółdzielnie pracownicze są bardziej skłonne niż firmy kapitalistyczne do obniżania płac zamiast zwalniania pracowników w okresach trudności gospodarczych. Badanie przeprowadzone na wszystkich firmach w Urugwaju wykazało, że przy kontroli takich zmiennych jak branża, wielkość firmy, płeć, wiek i staż pracy, pracownicy zatrudnieni w firmach zarządzanych przez pracowników zarabiają o 3 procent więcej w porównaniu z podobnymi pracownikami zatrudnionymi w firmach konwencjonalnych. Jednakże ta premia płacowa znacznie maleje wraz ze wzrostem wynagrodzenia i staje się ujemna w przypadku osób najlepiej zarabiających.
Według badań Virginie Perotin, która przeanalizowała dwie dekady danych międzynarodowych, tendencja do większej elastyczności płac i stabilności zatrudnienia pomaga wyjaśnić, dlaczego w niektórych badaniach obserwuje się wyższe, a w innych niższe płace w spółdzielniach pracowniczych w porównaniu z przedsiębiorstwami konwencjonalnymi. Badanie przeprowadzone przez The Democracy Collaborative wykazało, że w Stanach Zjednoczonych spółdzielnie pracownicze mogą zwiększyć dochody pracowników o 70–80%.

### Różnice płac

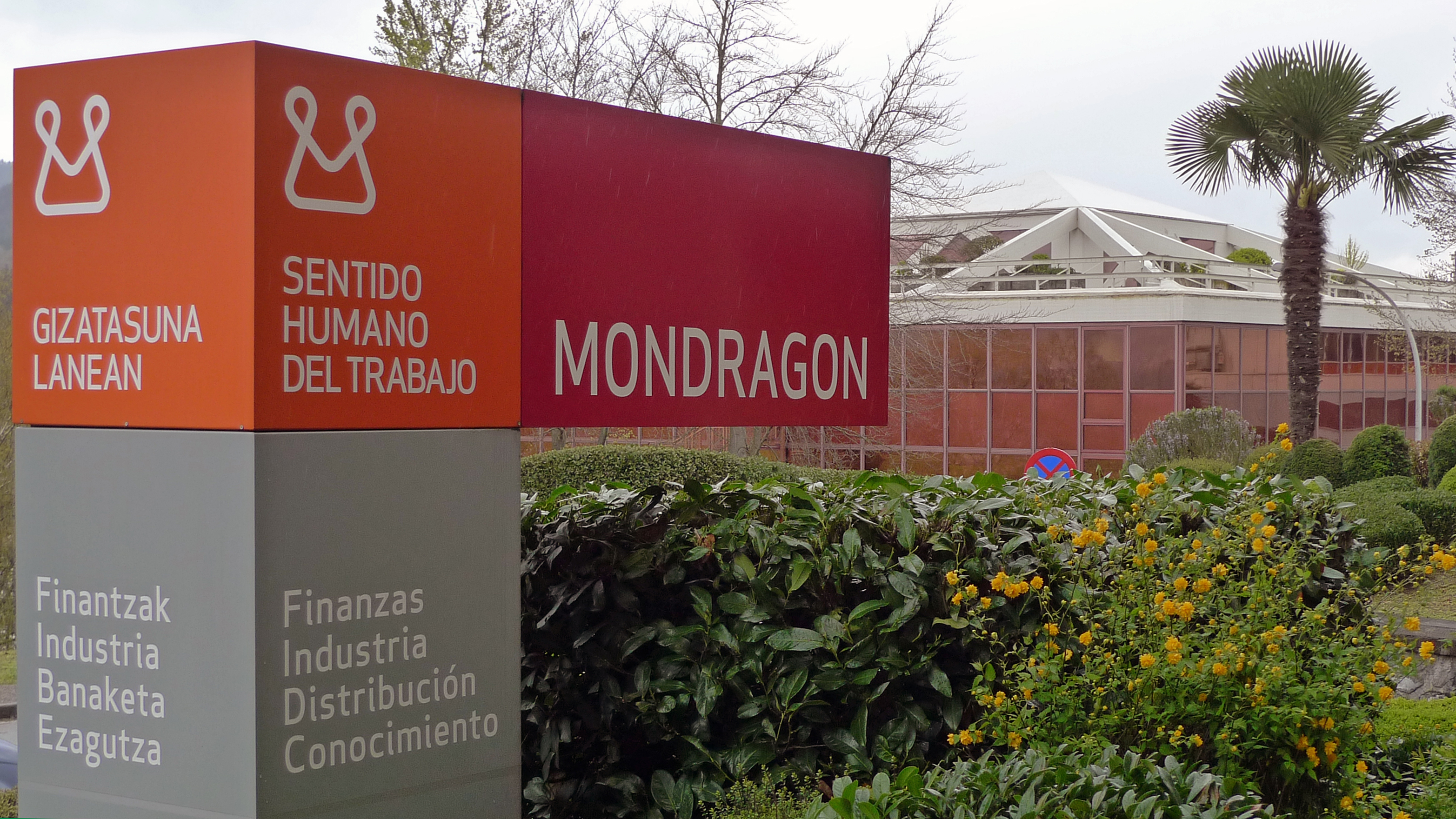
Logo Mondragon Corporation, największej na świecie spółdzielni

W spółdzielni Mondragon Corporation, największej na świecie spółdzielni pracowniczej, stosunek płac między najniżej i najwyżej zarabiającym wynosił w 2018 1:9. Stosunek ten jest ustalany w demokratycznym głosowaniu przez członków-pracowników.
We Francji stosunek płac pomiędzy najwyżej i najniżej opłacanymi 10% pracowników jest o 14% niższy w spółdzielniach pracowniczych niż w podobnych firmach konwencjonalnych.

### Produktywność
Według badań Virginie Perotin, które dotyczyły danych międzynarodowych na podstawie dwóch dekad, spółdzielnie pracownicze są bardziej produktywne niż konwencjonalne firmy. W innym badaniu z 1987 na temat spółdzielni pracowniczych we Włoszech, Wielkiej Brytanii i Francji stwierdzono „pozytywne” wyniki dot. wydajności. Zauważono również, że spółdzielnie pracownicze nie stają się mniej produktywne, a wręcz stają się większe. Badanie przeprowadzone w 1995 przez spółdzielnie pracownicze w przemyśle drzewnym w Waszyngtonie wykazało, że „spółdzielnie są bardziej wydajne niż główne firmy konwencjonalne o 6-14 procent”.

### Satysfakcja pracowników
Według badań przeprowadzonych na podstawie ankiety wykonanej wśród mieszkańców włoskiej prowincji Trento, spółdzielnie pracownicze są jedyną formą przedsiębiorstwa, która sprzyja zaufaniu społecznemu między pracownikami. Badanie przeprowadzone w Seulu sugeruje, że w tradycyjnych firmach pracownicy stają się mniej zaangażowani w pracę, gdy ich praca staje się coraz bardziej wymagająca; w spółdzielniach pracy tak się nie dzieje. W Stanach Zjednoczonych opiekunki domowe w spółdzielniach pracy były znacznie bardziej zadowolone z pracy niż w innych agencjach. Jedno z badań przeprowadzonych w 1995 w Stanach Zjednoczonych wskazuje również, że „pracownicy, którzy przyjmują zwiększony wpływ i udział w podejmowaniu decyzji dotyczących miejsca pracy, wykazują również większą satysfakcję z pracy”, a badanie przeprowadzone w 2011 we Francji wykazało, że przedsiębiorstwa prowadzone przez pracowników „mają pozytywny wpływ na satysfakcję pracowników z pracy”. Jedno z badań z 2019 wskazuje, że „wpływ na szczęście pracowników jest ogólnie pozytywny”.

### Środowisko
Analiza z 1995 opublikowana w Ecological Economics sugeruje, że „spółdzielnie będą miały tendencję do bardziej efektywnego wykorzystywania zasobów naturalnych i będą mniej zorientowane na wzrost niż korporacje”.

## Cechy spółdzielni pracowniczych
Istnieje wiele definicji określających cechy spółdzielni pracowniczej. CICOPA, Międzynarodowa Organizacja Spółdzielni Producentów Przemysłowych, Rzemieślniczych i Usługowych, podaje 8-stronicową definicję w swojej Światowej Deklaracji Spółdzielni Pracowniczych, która została zatwierdzona przez Zgromadzenie Ogólne Międzynarodowego Związku Spółdzielczego we wrześniu 2005. Poniżej znajduje się część poświęcona podstawowym cechom spółdzielni pracowniczych:
1. Ich celem jest stworzenie i utrzymanie trwałych miejsc pracy, wytwarzanie dóbr, poprawa jakości życia pracowników-członków, nadanie godności ludzkiej pracy, umożliwienie pracownikom demokratycznego zarządzania oraz promowanie rozwoju społeczności i rozwoju lokalnego.
2. Dobrowolne członkostwo osób, które wnoszą wkład w postaci swojej pracy i zasobów ekonomicznych, jest uwarunkowane istnieniem miejsc pracy.
3. Co do zasady, prace wykonywane są przez członków. Oznacza to, że większość pracowników w danym przedsiębiorstwie spółdzielni pracowniczej to członkowie i odwrotnie.
4. Stosunek pracowników-członków wobec spółdzielni jest w swoim charakterze zupełnie inny niż stosunek pracowników wobec konwencjonalnej pracy najemnej oraz autonomicznej pracy indywidualnej.
5. Ich wewnętrzne regulacje są formalnie określane przez demokratycznie zarządzane struktury zaakceptowane przez pracowników-członków.
6. Są one autonomiczne i niezależne wobec państwa i osób trzecich w stosunkach pracy i w zarządzaniu, jak również w używaniu i zarządzaniu środkami produkcji.

Spółdzielnie pracownicze przestrzegają również zasad i wartości Rochdale, które są zbiorem podstawowych zasad funkcjonowania spółdzielni. Zostały one po raz pierwszy określone przez Rochdale Society of Equitable Pioneers w Rochdale w 1844 i stanowią podstawę ideową, na której do dziś działają spółdzielnie na całym świecie.
Mimo że nie istnieje jedna konkretna definicja spółdzielni pracowniczej, można je uznać za przedsiębiorstwa wytwarzające produkt lub oferujące usługi, które są sprzedawane z zyskiem, gdzie pracownicy są członkami lub pracownikami-właścicielami. Pracownicy-właściciele pracują w przedsiębiorstwie, a jednocześnie zarządzają nim. W przeciwieństwie do tradycyjnych firm, prawo własności i uprawnienia decyzyjne w spółdzielni pracowniczej powinny należeć wyłącznie do pracowników-właścicieli, a ostateczna władza spoczywać w rękach jako całości. Robotnicy-właściciele kontrolują zasoby spółdzielni i proces pracy, takie jak płace czy godziny pracy.
Jak wspomniano powyżej, większość – jeśli nie wszyscy – pracownicy w danej spółdzielni pracowniczej są właścicielami, chociaż mogą być w nich zatrudnieni pracownicy dorywczy lub najemni, z którymi zyski i podejmowanie decyzji niekoniecznie są dzielone w równym stopniu. Często też pracownicy przechodzą okres próbny lub kontrolny (np. trzy lub sześć miesięcy), zanim uzyskają pełne prawa wyborcze.
Partycypacja opiera się na jednym głosie przypadającym na jednego pracownika-właściciela, niezależnie od liczby akcji lub udziałów posiadanych przez każdego pracownika-właściciela. Prawo głosu nie jest związane z inwestycjami lub patronatem w spółdzielni pracowniczej i tylko pracownicy-właściciele mogą głosować nad decyzjami, które ich dotyczą. W praktyce spółdzielnie pracownicze muszą uwzględniać szereg interesów, aby przetrwać. Ku temu niezbędne są eksperymenty z różnymi ustaleniami dotyczącymi głosowania, aby uwzględnić interesy związków zawodowych, władz lokalnych, tych, którzy zainwestowali proporcjonalnie więcej siły roboczej lub poprzez próby łączenia indywidualnych i zbiorowych form własności i kontroli pracowniczej.
Jak zauważają zarówno teoretycy, jak i praktycy, w spółdzielniach pracowniczych znaczenie kapitału powinno być podporządkowane pracy. W istocie, np. Frank Adams charakteryzuje spółdzielnie pracownicze jako „ludowe”, a nie „kapitalistyczne”:

Praca jest czynnikiem zatrudniającym, dlatego prawa głosu i własności są przypisane ludziom, którzy wykonują pracę, a nie kapitałowi, nawet jeśli pracownicy-członkowie dostarczają kapitału poprzez składki członkowskie i zyski zatrzymane… Każdy zysk lub strata po normalnych kosztach operacyjnych jest przypisywany członkom na podstawie ich wkładu pracy.

Niemniej jednak, ostatnie wydarzenia w ruchu spółdzielczym zaczęły wyraźniej przesuwać myślenie w kierunku perspektywy wielopodmiotowej. Skutkiem tego były wielokrotne próby opracowania modelowych zasad, które odróżniałyby prawa do kontroli od praw do inwestycji i udziału w zyskach. Spółdzielnie pracownicze były często postrzegane jako alternatywa lub „trzecia droga” wobec zdominowania pracy przez kapitał lub państwo. Spółdzielnie tradycyjnie łączą interesy związane z korzyściami społecznymi w obrębie kapitalistycznego społeczeństwa związanego z prawem własności. Spółdzielnie osiągają połączenie celów społecznych i kapitałowych poprzez demokratyczne zarządzanie kwestiami dystrybucji przez i pomiędzy równymi członkami sprawującymi kontrolę. Demokratyczny nadzór nad decyzjami w celu sprawiedliwego podziału aktywów i innych korzyści oznacza, że własność kapitału jest zorganizowana w taki sposób, aby przynosić korzyści społeczne wewnątrz organizacji. Zewnętrzne korzyści społeczne są również realizowane poprzez zastosowanie zasady operacyjnej współpracy między spółdzielniami.
Krótko mówiąc, spółdzielnie pracownicze są zorganizowane tak, aby służyć potrzebom pracowników-właścicieli poprzez generowanie korzyści (które mogą, ale nie muszą być zyskami) dla pracowników-właścicieli, a nie dla inwestorów zewnętrznych. To ukierunkowanie na pracowników sprawia, że zasadniczo różnią się od innych przedsiębiorstw. Dodatkowe cechy strukturalne i zasady przewodnie spółdzielni dodatkowo odróżniają je od innych modeli biznesowych. Na przykład pracownicy-właściciele mogą nie uznawać, że maksymalizacja zysku jest najlepszym lub jedynym celem dla ich spółdzielni lub mogą stosować się do zasad roczdelskich. Innym przykładem jest to, że spółdzielnie pracownicze, dzięki horyzontalnej strukturze zarządzania i bardziej egalitarnej idei, często dają pracownikom więcej możliwości i większą swobodę w rozwiązywaniu problemów w miejscu pracy.
Zyski (lub straty) wypracowane przez spółdzielnię pracowniczą są dzielone pomiędzy pracowników-właścicieli. Wynagrodzenia z reguły charakteryzują się niewielką różnicą proporcji, która w idealnym przypadku powinna „kierować się zasadami proporcjonalności, solidarności zewnętrznej i solidarności wewnętrznej” (np. proporcja dwa do jednego między najniżej i najwyżej zarabiającym), a często są równe dla wszystkich pracowników. Wynagrodzenie może być obliczane w zależności od umiejętności, stażu pracy lub przepracowanego czasu i może być podnoszone lub obniżane w dobrych lub kryzysowych czasach, aby zapewnić bezpieczeństwo zatrudnienia.

### Struktury wewnętrzne
Spółdzielnie pracownicze mają bardzo zróżnicowane struktury wewnętrzne. Kontrola pracownicza może być sprawowana bezpośrednio lub pośrednio przez pracowników-właścicieli. W przypadku realizacji pośredniej, członkowie reprezentatywnych organów decyzyjnych (np. Rada Dyrektorów) muszą być wybierani przez właścicieli-pracowników (którzy z kolei zatrudniają kierownictwo) i podlegać odwołaniu przez właścicieli-pracowników. Jest to struktura hierarchiczna podobna do struktury konwencjonalnego przedsiębiorstwa, z zarządem i różnymi stopniami kierownictwa, z tą różnicą, że zarząd jest wybierany.
Jeśli jest wykonywana bezpośrednio, wszyscy członkowie spotykają się regularnie, aby podejmować – i głosować nad – decyzjami dotyczącymi sposobu prowadzenia spółdzielni. Bezpośrednie spółdzielnie pracownicze stosują niekiedy konsensus przy podejmowaniu decyzji. Bezpośrednia kontrola pracownicza zapewnia horyzontalną strukturę zarządzania zamiast hierarchicznej. Na tę strukturę wpływają kolektywy aktywistów i organizacje obywatelskie, w których wszyscy członkowie mogą i powinni odgrywać rolę kierowniczą. Struktury takie mogą być powiązane z ideami politycznymi, takimi jak anarchizm, wolnościowy socjalizm, dystrybucjonizm i ekonomia uczestnicząca.
Niektóre spółdzielnie pracownicze praktykują również rotację miejsc pracy lub zrównoważone zespoły stanowisk, aby przezwyciężyć nierówności władzy, a także dać pracownikom szerszy zakres doświadczeń i wgląd w różne stanowiska w miejscu pracy, dzięki czemu są oni w stanie lepiej podejmować decyzje dotyczące całego miejsca pracy. Mondragon Bookstore & Coffeehouse jest dobrym przykładem miejsca pracy, które to robi.

#### Kolektywy pracownicze
Termin „kolektyw pracowniczy” jest czasem używany do opisania spółdzielni pracowniczych, które również są kolektywami, czyli są zarządzane bez hierarchii takiej jak rola stałego menedżera.
Wspólna własność jest praktykowana przez dużą liczbę dobrowolnych stowarzyszeń i organizacji non-profit, a także domyślnie przez wszystkie instytucje publiczne. Większość spółdzielni ma pewne elementy wspólnej własności, ale niektóre części ich kapitału mogą być własnością indywidualną.

#### Spółdzielnie oparte na własności wspólnej

##### Definicja
Zasada wspólnej własności została skodyfikowana w prawie brytyjskim w ustawie Industrial Common Ownership Act 1976, która definiuje „przedsiębiorstwo będące wspólną własnością” jako organ, w odniesieniu do którego rejestrator wydał (i nie odwołał) zaświadczenie potwierdzające:
1. że organ jest:
  1. spółką, która nie ma kapitału zakładowego, jest ograniczona gwarancją i jest spółdzielnią działającą w dobrej wierze; lub
  2. zarejestrowanym stowarzyszeniem w rozumieniu ustawy z 2014 o spółdzielniach i stowarzyszeniach pożytku publicznego (Co-operative and Community Benefit Societies Act 2014);
2. że statut lub regulamin organu zawiera przepisy, które zapewniają:
  1. że tylko osoby, które są zatrudnione przez organ lub przez jego filię mogą być jego członkami, że (z zastrzeżeniem wszelkich przepisów dotyczących kwalifikacji do członkostwa, które są od czasu do czasu ustanawiane przez członków organu poprzez odniesienie do wieku, stażu pracy lub innych czynników dowolnego rodzaju, które nie dyskryminują osób ze względu na przynależność polityczną czy religijną) wszystkie takie osoby mogą być członkami organu i że członkowie mają równe prawa głosu na posiedzeniach organu;
  2. że aktywa organu są stosowane wyłącznie do celów realizacji przedmiotu działalności organu, który nie obejmuje przekazywania aktywów jakiemukolwiek członkowi organu, z wyjątkiem wartości i z wyjątkiem realizacji uzgodnień dotyczących podziału zysków organu pomiędzy jego członków;
  3. że jeżeli w trakcie likwidacji lub rozwiązania organu jakiekolwiek aktywa pozostają do rozdysponowania po wypełnieniu zobowiązań, aktywa te nie są dzielone między członków, lecz przekazywane są na rzecz przedsiębiorstwa będącego przedmiotem wspólnej własności lub na rzecz funduszu centralnego utrzymywanego na rzecz przedsiębiorstw będących przedmiotem wspólnej własności, które mogą zostać określone przez członków w trakcie lub przed terminem likwidacji lub rozwiązania, albo, o ile aktywa nie zostaną w ten sposób przekazane, są przeznaczone na cele charytatywne;
3. że organ jest kontrolowany przez większość osób pracujących dla tego organu oraz osób pracujących dla filii tego organu, jeśli takie istnieją.

Zasada ta jest zazwyczaj wprowadzana w życie poprzez umieszczenie dwóch klauzul w umowie spółki lub w regulaminie towarzystwa przemysłowo-oszczędnościowego:
- Pierwsza z nich stanowi, że majątek spółki jest wykorzystywany wyłącznie do realizacji jej celów i nie może być dzielony między członków lub powierników.
- Druga przewiduje „altruistyczne rozwiązanie”, „blokadę aktywów”, zgodnie z którą w przypadku likwidacji przedsiębiorstwa pozostałe aktywa przekraczające zobowiązania nie są dzielone między członków, lecz przekazywane innemu przedsiębiorstwu o podobnych celach lub organizacji charytatywnej.

Prawo brytyjskie jest niechętne wprowadzaniu wspólnej własności, nalegając, aby większość trzech czwartych członków spółki, poprzez podjęcie „specjalnej uchwały”, miała prawo do zmiany umowy spółki. Powyższa większość trzech czwartych odnosi się do większości spółek z ograniczoną odpowiedzialnością, z wyjątkiem tego, że od 2006 możliwe jest ustanowienie altruistycznego rozwiązania w stowarzyszeniu przemysłowo-oszczędnościowym zarejestrowanym jako „community benefit society” („bencom”). Ta ustawowa blokada aktywów nie jest dostępna dla stowarzyszeń zarejestrowanych jako spółdzielnie „bona fide”. Jednak takie ustanowienie zostało również zapisane w spółce interesu wspólnoty (CIC), nowym statusie prawnym, który został wprowadzony w 2005.

##### Wsparcie finansowe
Sekcja 1.2 ustawy Industrial Common Ownership Act upoważniła Sekretarza Stanu ds. Przemysłu do udzielania dotacji i pożyczek organom „utworzonym w celu wspierania rozwoju przedsiębiorstw współwłasnościowych lub spółdzielni” do łącznej kwoty 250 000 funtów przez okres pięciu lat, z zastrzeżeniem, że dotacje nie powinny przekraczać 30 000 funtów w danym roku. Dotacje na promowanie przedsiębiorstw będących przedmiotem wspólnej własności przyznano Industrial Common Ownership Movement oraz Scottish Co-operatives Development Committee, natomiast pożyczkami zarządzano za pośrednictwem Common Ownership Finance Ltd. Sekcja ta została uchylona w 2004.
W 1978 r. rząd brytyjski powołał krajową Agencję Rozwoju Spółdzielczości, a w kolejnych latach promowano wspólną własność jako model tworzenia miejsc pracy, zaś około 100 władz lokalnych w Wielkiej Brytanii powołało w tym celu agencje rozwoju spółdzielczości.

##### Przykłady

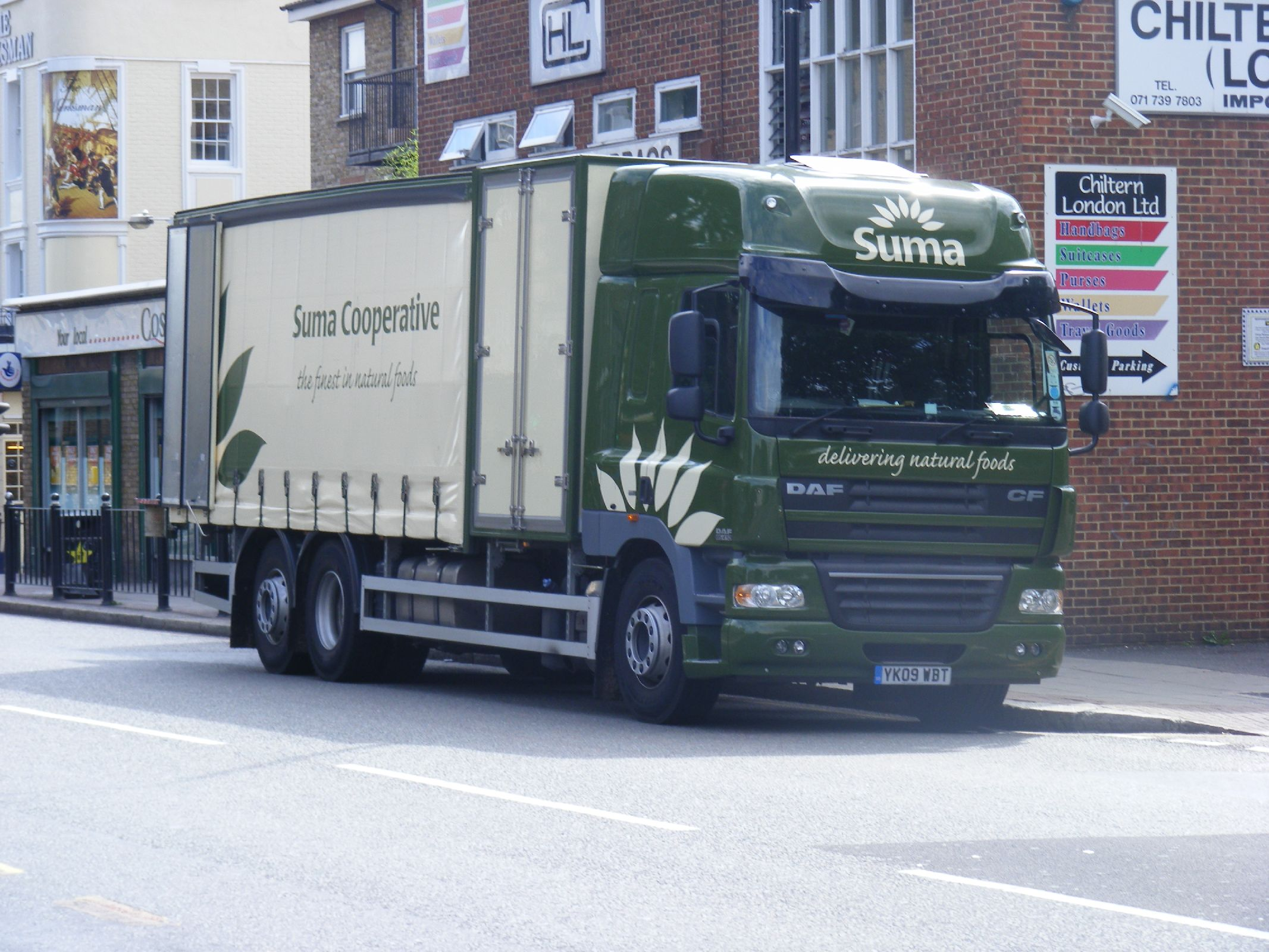
Ciężarówka spółdzielni pracowniczej Suma

Bardzo znaczący wczesny wpływ na ten ruch miała firma Scott Bader Commonwealth, zajmująca się produkcją kompozytów i specjalistycznych tworzyw polimerowych w Wellingborough, którą właściciel Ernest Bader przekazał pracownikom w ratach w późnych latach 50. do wczesnych 60. W przeciwieństwie do popularnej koncepcji organizacji opartych na wspólnej własności jako małych organizacji, jest to producent zaawansowanych technologicznie chemikaliów, którego obroty przekraczają 100 milionów funtów rocznie od początku lat 90., zatrudniający setki pracowników. W Londynie Calverts jest przykładem spółdzielni pracowniczej o ugruntowanej pozycji, która prowadzi politykę parytetu płac. Jeśli chodzi o ruch kolektywny, jednym z najbardziej udanych przedsięwzięć jest prawdopodobnie Suma Wholefoods w Elland.

## Idee spółdzielni pracowniczych
Opowiadanie się za demokracją w miejscu pracy, zwłaszcza z najpełniejszym wyrazem samorządności pracowniczej, jak ma to miejsce w spółdzielniach pracowniczych, jest zakorzenione w kilku tradycjach intelektualnych i politycznych:
- łagodzenie alienacji w miejscu pracy, szczególnie w rozumieniu myśli marksistowskiej,
- zachęcanie do demokracji uczestniczącej lub bezpośredniej,
- radykalne, ludowo-demokratyczne strategie przezwyciężenia kapitalizmu na podstawie myśli socjalistycznej i anarchistycznej,
- autonomia i samokontrola (inspirowane myślą anarchistyczną),
- współpraca z innymi spółdzielniami pracowniczymi.

Spółdzielnie pracownicze są również centralnym elementem idei autonomizmu, dystrybucjonizmu, mutualizmu, syndykalizmu, ekonomii uczestniczącej, socjalizmu gildyjnego i socjalizmu wolnościowego między innymi. Idea osiągnięcia demokracji gospodarczej poprzez własność pracowniczą na skalę krajową została przedstawiona przez ekonomistę Toma Wintersa, który twierdzi, że „budowanie gospodarki spółdzielczej jest jednym małym krokiem na drodze do odzyskania bogactwa, które wszyscy wspólnie tworzymy”.

## Model biznesowy
Ekonomiści charakteryzowali spółdzielnię pracowniczą jako przedsiębiorstwo, w którym praca zatrudnia kapitał, a nie kapitał zatrudnia pracę, jak w konwencjonalnych przedsiębiorstwach. Klasyczny wkład teoretyczny do takiego modelu „firmy zarządzanej przez pracę” (LMF) zawdzięcza się Benjaminowi Wardowi i Jaroslavowi Vaněk.
W wersji neoklasycznej celem LMF nie jest maksymalizacja całkowitego zysku, ale raczej dochodu na głowę. Lecz taki scenariusz implikuje „przewrotne” zachowanie, takie jak zwalnianie pracowników, gdy cena produkcji rośnie, aby podzielić zwiększone zyski między mniejszą liczbę członków. Brakuje jednak dowodów na poparcie takiego zachowania; przegląd literatury z zakresu ekonomii empirycznej można znaleźć u Johna P. Bonina, Dereka C. Jonesa and Louisa Puttermana. Zaproponowano jednak alternatywne modele behawioralne. Peter Law zbadał LMF, które oceniają zatrudnienie i dochód. Laureat Nagrody Nobla Amartya Sen zbadał wynagrodzenie według pracy i potrzeb. Inny Laureat Nagrody Nobla James Meade zbadał zachowanie „nieegalitarnego” LMF. Spółdzielnie pracownicze mają zazwyczaj bardziej zawężony rozkład płac, co może potencjalnie odstraszyć pracowników o wysokich kwalifikacjach, powodując „drenaż mózgów” w spółdzielni, ponieważ odchodzą oni w poszukiwaniu wyższych płac gdzie indziej, chociaż efekt ten jest mniejszym problemem w spółdzielni o mniej zawężonym rozkładzie płac. Zatrudnianie menedżerów z firm kapitalistycznych może być bardzo trudne ze względu na niższe płace.
Ogólnie rzecz biorąc, dowody wskazują, że spółdzielnie pracownicze mają wyższą produktywność niż konwencjonalne firmy, chociaż różnica ta może być niewielka. Badania wskazują, że własność pracownicza może poprawić wyniki firmy, zwiększyć stabilność firmy, podnieść wskaźnik trwałości i zmniejszyć liczbę zwolnień w czasie kryzysu, chociaż efekt jest niewielki i tylko średni, co oznacza, że niekoniecznie gwarantuje korzyści. Metanaliza z 2016 wykazała, że własność pracownicza ma niewielki pozytywny wpływ na wyniki firmy, ale nie ma wpływu na wydajność lub wyniki związane ze wzrostem. Niektórzy badacze twierdzą jednak, że chociaż spółdzielnie mogą mieć wyższą wydajność w niektórych okolicznościach, ogólnie rzecz biorąc, różnica w wydajności między spółdzielniami a konwencjonalnymi firmami jest niewielka i że ostatecznie są one średnio tak samo produktywne jak inne. Ekonomiści wyodrębnili grupowanie się spółdzielni pracowniczych poprzez ligi lub „struktury wspierające”. Do regionów, w których można znaleźć duże skupiska spółdzielni pracowniczych wspieranych przez ligi, należą Mondragón w baskijskim regionie Hiszpanii, siedziba Mondragón Cooperative Corporation, oraz we Włoszech chociażby Emilia-Romania. Ligi zapewniają różnego rodzaju korzyści skali, które sprawiają, że spółdzielnie są opłacalne. Ponieważ jednak ligi potrzebują spółdzielni powstaje problem „co było pierwsze: jajko czy kura”, który pomaga wyjaśnić, dlaczego niewiele spółdzielni rozpoczyna działalność. Badania sugerują, że głównym atutem spółdzielni dla jej członków jest bezpieczeństwo zatrudnienia, ponieważ pracownicy mogą faktycznie uniezależnić się od pozornej własności pracowniczej spółdzielni (z powodu mieszanki interesów i bardziej indywidualistycznych wartości obecnych pracowników), co sprawia, że bezpieczeństwo zatrudnienia, szczególnie w niepewnych ekonomicznie czasach, jest głównym czynnikiem przyciągającym. Chociaż sugerowano, że spółdzielnie mogą być rozwiązaniem problemu bezrobocia, badania wskazują, że jest to mało prawdopodobne.
Spółdzielnie pracownicze nie wydają się różnić pod względem innowacyjności lub zdolności zarządzania od firm konwencjonalnych. Pracownicy spółdzielni wykazują wyższy poziom zaangażowania w wykonywane zadania, bardziej pozytywnie oceniają przełożonych oraz większą sprawiedliwość w wysokości otrzymywanego wynagrodzenia i sposobów wypłaty. Zatrudnienie w firmach pracowniczych jest bardziej stabilne niż w firmach konwencjonalnych, które podlegają większym wahaniom. Przypisywano je tradycyjnym firmom ustalającym płace i zmuszającym do zwalniania pracowników w okresach trudności ekonomicznych, ponieważ pracownicy nie zaakceptowaliby obniżki wynagrodzeń, nie mając gwarancji przywrócenia ich pierwotnych wynagrodzeń w późniejszym terminie. W spółdzielni pracownicy mogą zaakceptować obniżenie wynagrodzenia, ponieważ wiedzą, że mogą je przywrócić w późniejszym terminie.
Spółdzielnie mają wyższy wskaźnik przeżywalności niż tradycyjne firmy, co wydaje się wynikać z większej stabilności zatrudnienia i gotowości pracowników do wprowadzania zmian umożliwiających firmie przetrwanie, a nie z innych możliwych wyjaśnień, takich jak większa wydajność lub siła finansowa. Spółdzielnie pracownicze i tradycyjne firmy mają podobne płace po kontroli innych możliwych zmiennych, a wszelkie różnice w płacach wynikają z innych cech poza organizacją firmy. Jeśli pracownicy nie są zadowoleni ze swojej pracy i udziału w niej, mogą wyrazić swoje niezaangażowanie wyższymi wskaźnikami absencji. Menedżerowie mogą powstrzymać się od proponowania kontrowersyjnych, potrzebnych zmian, jeśli czują, że zostałyby one odrzucone przez pracowników.

## Spółdzielnie pracownicze na świecie

### Europa
Ruch spółdzielczy jest dobrze ugruntowany w większości państwach europejskich, a największe ruchy występują we Włoszech, Hiszpanii i Francji.
Statut spółdzielni europejskiej, który obowiązuje od 2006 r., pozwala na tworzenie spółdzielni pracowniczych przez osoby fizyczne lub osoby prawne w różnych państwach Unii Europejskiej. Są to luźne ramy, które pozostawiają wiele szczegółów ustawodawstwu krajowemu państwa, w którym zarejestrowana jest spółdzielnia europejska (ECS). Pozwala ona na posiadanie mniejszości udziałów przez „członków-inwestorów”, którzy nie są pracownikami.

#### Francja
Stowarzyszenia robotnicze zostały zalegalizowane w 1848 i ponownie w 1864 r. W 1871 r., podczas Komuny Paryskiej, opuszczone przez właścicieli warsztaty zostały przejęte przez robotników. W 1884 r. powstała izba spółdzielni robotniczych. W 1900 r. Francja miała prawie 250 spółdzielni robotniczych, a w 1910 r. – 500. Ruch ten miewał wzloty i upadki przez cały XX wiek, ze wzrostem w 1936 r., po II wojnie światowej, w latach 1978–1982 i od 1995 r.
W 2004 r. we Francji istniało 1700 spółdzielni pracowniczych z 36 000 osób zatrudnionych. Przeciętna spółdzielnia zatrudniała 21 pracowników. Ponad 60% pracowników było również członkami. Francuskie spółdzielnie pracownicze obejmują dziś kilka dużych organizacji, takich jak Chèque Déjeuner i Acome. Inne spółdzielnie, których nazwy są powszechnie znane stanowią czasopisma „Alternatives économiques” i „Les Dernières Nouvelles d’Alsace”, szkoła jazdy ECF CERCA i producent zabawek „Moulin Roty”.

#### Włochy
John Pencavel – i inni – stwierdzili, że na północy Włoch, czyli na obszarze, gdzie znajduje się najwięcej spółdzielni, zatrudniających około ponad 4% siły roboczej, w rzeczywistości płacili swoim pracownikom o 14% mniej niż firmy kapitalistyczne, a ich płace były bardziej zmienne. Stało się tak po skontrolowaniu różnych zmiennych, takich jak wykształcenie, wiek, płeć, zawód, branża, lokalizacja, wielkość firmy, koszt kapitału użytkownika, koszty stałe i odchylenia w rzeczywistej sprzedaży. Ruch spółdzielczy w Emilii-Romanii we Włoszech z powodzeniem łączy dwa rozbieżne nurty filozoficzne: socjalizm i katolicyzm. Z ponad stuletnią historią spółdzielczości, region ten obejmuje ponad 8000 spółdzielni.

#### Hiszpania
Jednym z najbardziej znanych na świecie przykładów spółdzielczości pracowniczej jest spółdzielnia Mondragón w Kraju Basków.

#### Wielka Brytania
W Wielkiej Brytanii poparcie Partii Pracy dla spółdzielni pracowniczych było największe w latach 70. i 80. ubiegłego wieku, a Tony Benn był ich wybitnym orędownikiem. Niewielka liczba takich spółdzielni powstała w czasie rządu laburzystów w 1974 jako przejęcia pracownicze po bankructwie prywatnej spółki w desperackiej próbie ratowania zagrożonych miejsc pracy. Jednak zmiana struktury własnościowej zazwyczaj nie była w stanie przeciwstawić się niepowodzeniu komercyjnemu, które leżało u jej podstaw. Tak było w szczególności w przypadku najbardziej znanej spółdzielni motocyklowej Meriden w West Midlands, która przejęła aktywa upadającej spółki Triumph, chociaż w tym okresie zdarzały się przypadki udanych wykupów pracowniczych w upaństwowionych branżach, zwłaszcza w National Express. W międzyczasie powstało wiele innych spółdzielni pracowniczych jako firmy typu startup, a pod koniec lat 80. istniało ich około 2000 r. Od tego czasu liczba ta znacznie się zmniejszyła.
Spółdzielnie są zazwyczaj rejestrowane na podstawie ustawy o spółkach z 2006 lub ustawy o spółdzielniach i towarzystwach pożytku publicznego z 2014 (IPS), choć dostępne są również inne formy prawne. Opracowano szereg wzorcowych przepisów umożliwiających spółdzielniom rejestrację na mocy obu ustaw; w przypadku spółdzielni pracowniczych przepisy te ograniczają członkostwo do osób zatrudnionych w zakładzie pracy. Większość kooperatyw pracowniczych to podmioty posiadające osobowość prawną, co ogranicza odpowiedzialność w przypadku niepowodzenia spółdzielni i jej likwidacji.
Największe przykłady brytyjskich spółdzielni pracowniczych to Suma Wholefoods, Essential Trading Co-operative z siedzibą w Bristolu oraz Infinity Foods Cooperative Ltd. z siedzibą w Brighton.

#### Polska

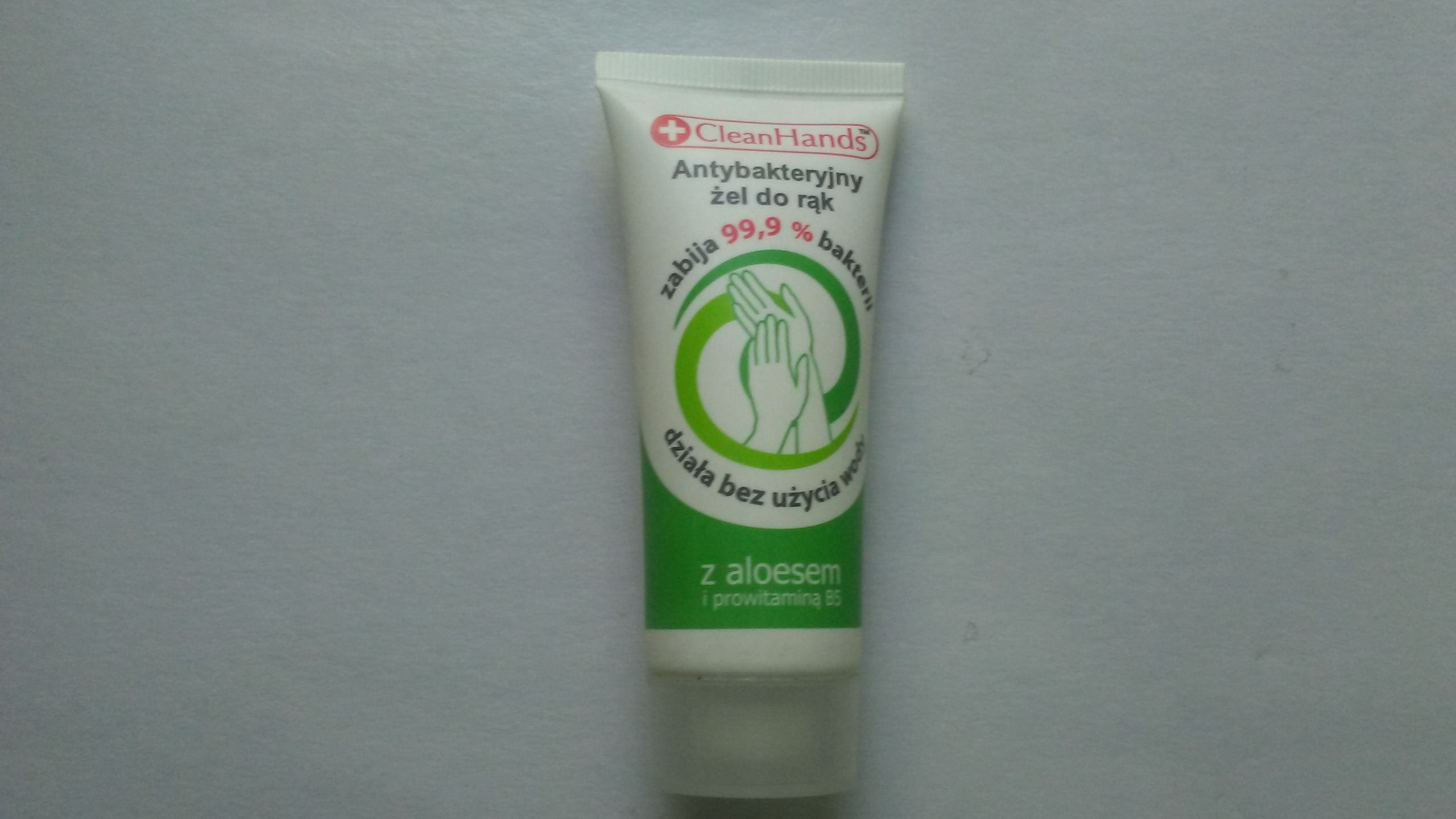
Żel do dezynfekcji rąk produkcji Spółdzielni Inwalidów „Świt”

W Polsce kwestię spółdzielni pracowniczych reguluje ustawa z dnia 16 września 1982 r. – Prawo spółdzielcze, a konkretnie przepisy Rozdziału III (Spółdzielnie pracy) w Tytule II (Przepisy szczególne dla spółdzielni produkcji rolnej, spółdzielni kółek rolniczych i spółdzielni pracy). Według nich, do założenia spółdzielni pracy wymagane jest 10 osób posiadających zdolność do czynności prawnych. Osoby te następnie muszą zwołać Walne Zgromadzenie wszystkich członków i ustalić statut, a następnie zarejestrować organizację w Krajowym Rejestrze Sądowym.
W Polsce spółdzielnie pracy zrzeszone są w Związku Lustracyjnym Spółdzielni, który to należy do CICOPA (które to wchodzi w skład Międzynarodowego Związku Spółdzielczego.
Wśród bardziej znanych spółdzielni pracy są m.in.: „Majonezy” Spółdzielnia Pracy Produkcyjno-Handlowa w Kętrzynie, Farmaceutyczno-Chemiczna Spółdzielnia Pracy „Galenus”, Wytwórcza Spółdzielnia Pracy „Społem”, Spółdzielnia Inwalidów Świt czy Spółdzielnia Pracy Cukry Nyskie.

### Bliski Wschód

#### Izrael
W Izraelu spółdzielnie pracownicze pojawiły się na początku XX wieku wraz z Kibucami. Kibuc to ruch spółdzielczy, który powstał w oparciu o idee syjonistyczne, z zamiarem uprawy ziemi i zwiększenia liczby osiedli żydowskich. W latach 70. Histadrut (Izraelska Federacja Pracy) kontrolowała znaczną liczbę korporacji, w tym największy izraelski bank – Bank Hapoalim (dosł. Bank Robotniczy). W latach 90. Histadrut utracił swoją siłę i wpływy, a wiele spółdzielni pracowniczych zostało sprzedanych lub stało się spółkami publicznymi. Największe przedsiębiorstwo transportu publicznego w Izraelu – Egged do 2019 działało jako spółdzielnia pracownicza. Zatrudniało jednak pracowników, którzy nie byli członkami spółdzielni i otrzymywali niższe wynagrodzenie niż pracownicy-członkowie.

### Ameryka Północna

#### Stany Zjednoczone

##### Na poziomie krajowym
United States Federation of Worker Cooperatives jest jedyną organizacją w USA reprezentującą interesy spółdzielni pracowniczych na poziomie federalnym, promuje model spółdzielni pracowniczych, jednoczy spółdzielni na konferencjach oraz zapewnienie bazy wsparcia i pomocy technicznej dla społeczności spółdzielni pracowniczych.

##### Na poziomie lokalnym

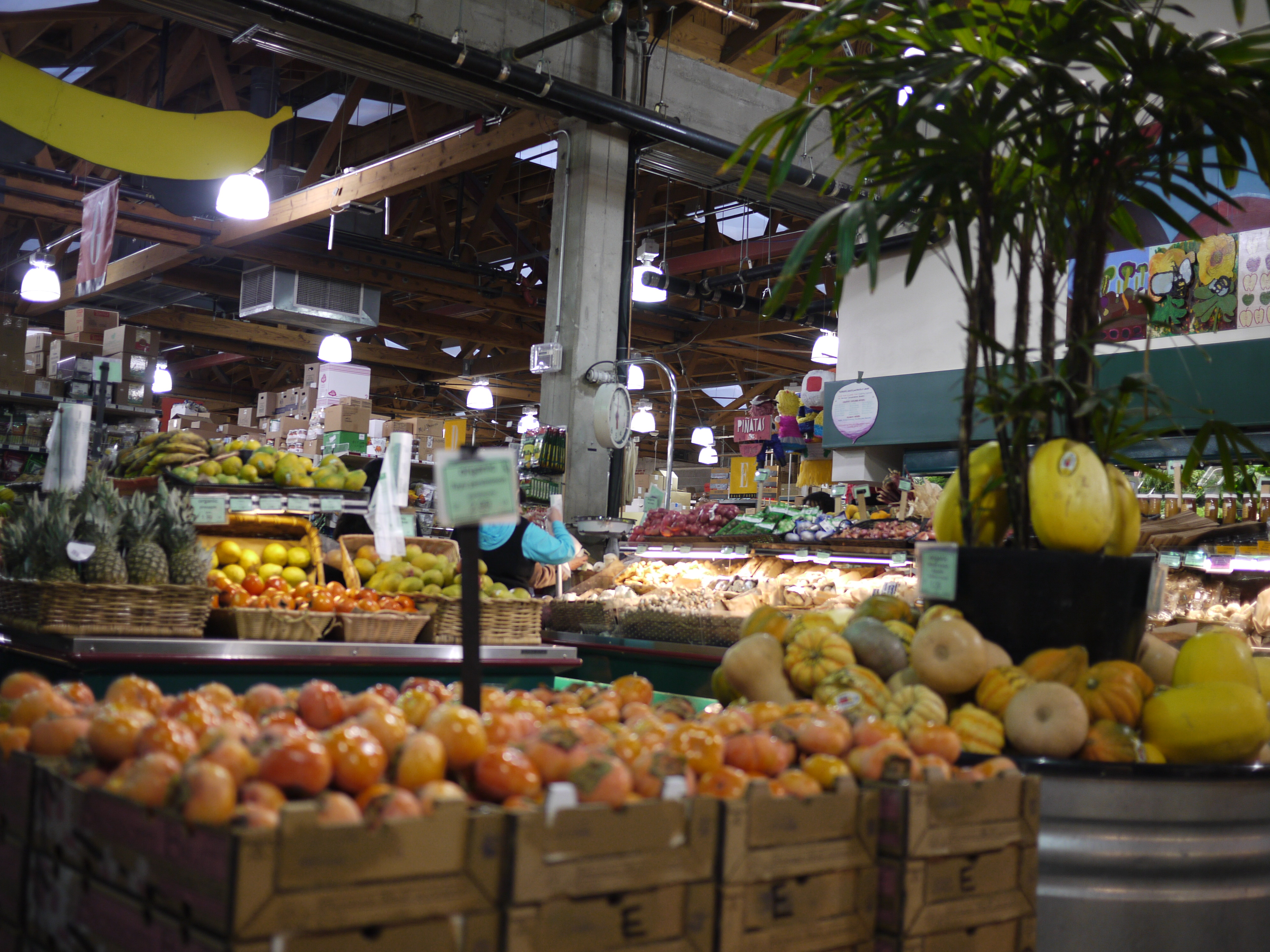
Wnętrze Rainbow Grocery Cooperative, spółdzielni pracowniczej działającej na terenie Stanów Zjednoczonych

Eastern Conference for Workplace Democracy i Western Worker Co-operative Conference organizują co dwa lata konferencje dla swoich regionów. Ponadto istnieją krajowe i regionalne organizacje non-profit, które koncentrują się na zapewnianiu wsparcia technicznego i pomocy zarówno w tworzeniu nowych spółdzielni pracowniczych (startup), jak i w przekształcaniu istniejących przedsiębiorstw w spółdzielnie pracownicze, zazwyczaj gdy właściciel firmy przechodzi na emeryturę i chce sprzedać przedsiębiorstwo. Do organizacji tych należą Democracy at Work Institute (utworzony przez U.S. Federation of Worker Cooperatives), Cooperative Development Institute, Ohio Employee Ownership Center, Vermont Employee Ownership Center, Rhode Island Center for Employee Ownership, Project Equity i inne.
Cooperation Jackson to federacja spółdzielni z siedzibą w Jackson w Mississippi, która dąży do budowania spółdzielni pracowniczych i innych instytucji działających lokalnie.
Freedom Quilting Bee była godną uwagi spółdzielnią założoną w Alabamie sprzężoną z ruchem praw obywatelskich, i odegrała kluczową rolę w pomaganiu nieuprzywilejowanym czarnym pracownikom w tym obszarze w ucieczce od ubóstwa, gromadząc wystarczająco dużo sukcesów, aby wypełnić zamówienia dla głównych domów towarowych, takich jak Sears, pomagając jednocześnie wzbudzić współczesne zainteresowanie quiltingiem.
Do innych znanych spółdzielni pracowniczych można zaliczyć m.in.: Citybikes Workers' Cooperative, Cheese Board Collective, Little Grill Collective, Green Worker Cooperatives, Alvarado Street Bakery, Hard Times Cafe, Rainbow Grocery Cooperative, AK Press, Bound Together Anarchist Collective Bookstore, Firestorm Books & Coffee, Equal Exchange czy Evergreen Cooperatives.

#### Kanada
Spółdzielnie pracownicze w Kanadzie są reprezentowane przez Canadian Worker Co-op Federation (CWCF). Członkowie CWCF są obecni w całej angielskojęzycznej Kanadzie.
Prowincja Ontario posiada własną federację z dobrze rozwiniętymi standardami, natomiast Quebec ma wyraźną historię spółdzielczości pracowniczej i jest obecnie zorganizowane w kilka federacji regionalnych.

#### Meksyk
Po rewolcie 1 stycznia 1994 rdzenna ludność w Chiapas rozpoczęła odbudowę swoich zapatystowskich spółdzielni kawowych.

### Ameryka Południowa

#### Wenezuela
Hugo Chávez, starając się zdemokratyzować siłę roboczą, założył wiele spółdzielni pracowniczych w chwili objęcia urzędu, czyli w 1998. Do 2006 powstało 100 000 spółdzielni pracowniczych, które reprezentowały około 1,5 miliona pracowników. Od samego początku zadbał o to, aby zapewnić im tani kredyt na rozpoczęcie działalności, szkolenia techniczne oraz szczególne traktowanie przy zakupach towarów i sprzętu przez rząd. Niecały rok później, w 1999 zwiększono liczbę spółdzielni, które otrzymały zachęty podatkowe. W 2005 około 16% siły roboczej było zatrudnionych w tego typu działalnościach, ale spis z 2006 wykazał, że 50% spółdzielni funkcjonowało nieprawidłowo lub zostało utworzonych tylko po to, by uzyskać dostęp do środków publicznych.

#### Argentyna
W odpowiedzi na kryzys gospodarczy w Argentynie wielu argentyńskich robotników zajęło pomieszczenia po zbankrutowanych przedsiębiorstwach i zaczęło je prowadzić jako spółdzielnie pracownicze. W 2005 w Argentynie istniało około 200 firm pracowniczych, z których większość powstała w odpowiedzi na kryzys. Film dokumentalny The Take opisuje to zjawisko.
Zgodnie z niedawnym oświadczeniem Międzynarodowego Związku Spółdzielczego, firmy spółdzielcze w Argentynie zatrudniają prawie 20 milionów ludzi w wielu sektorach gospodarki, od opieki zdrowotnej po budownictwo mieszkaniowe, pracę w fabrykach i nie tylko. Firm tych przybywa w bardzo szybkim tempie – tylko w 2012 powstało ich ponad 6000.

### Azja

#### Indie
Indie posiadają znaczący zestaw praw, zasad i przepisów dotyczących przedsiębiorstw w sektorze spółdzielczym.

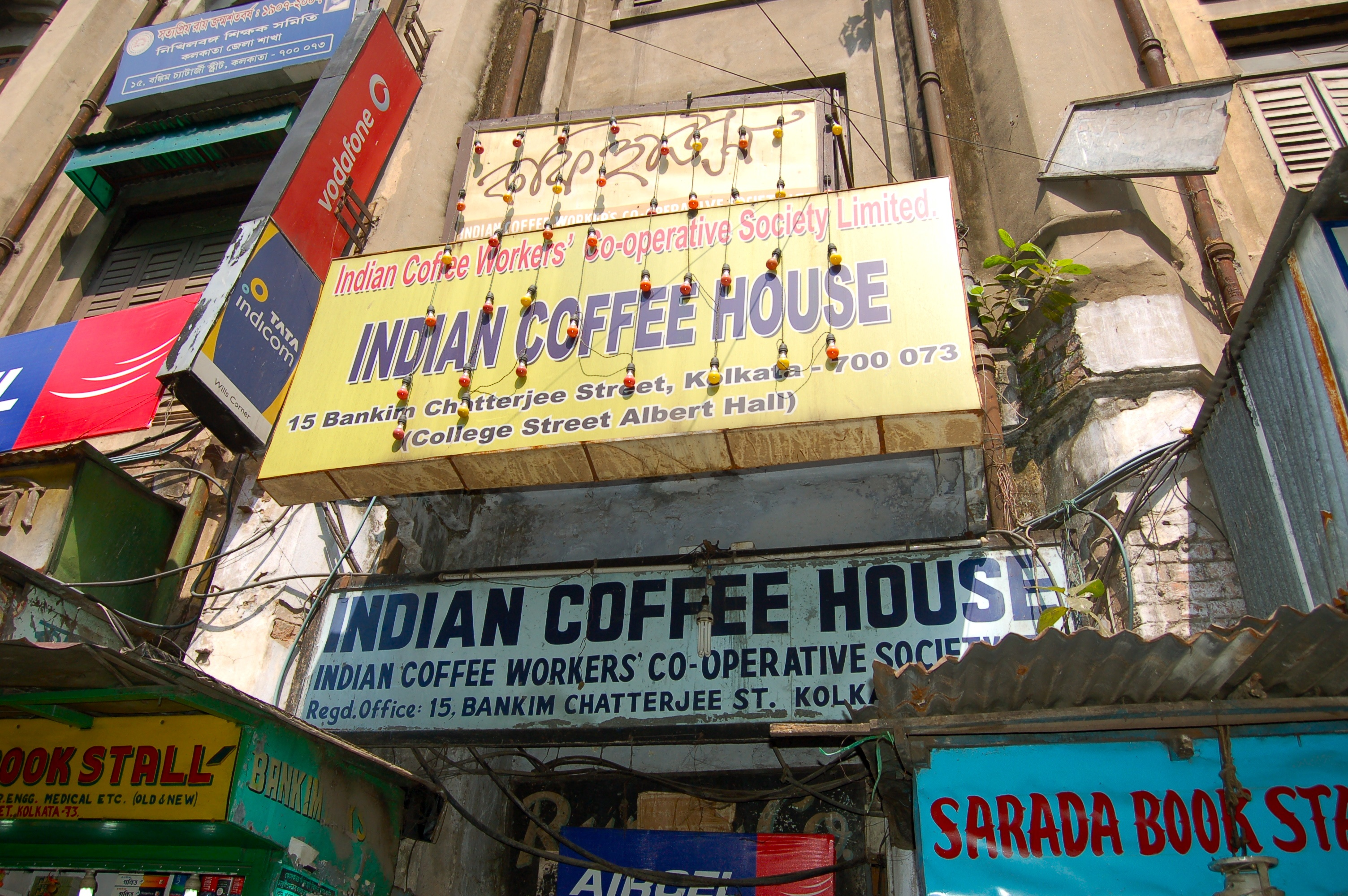
Szyld jednego z lokali Indian Coffee House

Najstarszą indyjską spółdzielnią pracowniczą jest Uralungal Labor Contract Co-operative Society. Zlokalizowana w Kerali, została założona w 1925 przez Palery’ego Chandanmana z pomocą Vagbhadananandy. W 2016 liczyła około 2000 członków. Zespół wykonał ponad cztery tysiące prac. Podjęła się realizacji ponad 100 projektów szklarniowych, w tym projektu Kozhikode Sarovaram, renowacji plaży Kappad, mostu Kozhikode Arayidathupalam, Iringal Craft Village, mostu Edasseri Kadavu oraz rządowej szkoły inżynierskiej Alappuzha.
Sieć India Coffee House została założona przez Coffee Cess Committee w 1936, kiedy to otwarto pierwszy sklep w Bombaju. W latach czterdziestych XX wieku w całych Indiach Brytyjskich było prawie 50 kawiarni. W związku ze zmianą polityki w połowie lat 50., zarząd zdecydował o zamknięciu kawiarni. Zachęceni przez komunistycznego przywódcę Ayillyath Kuttiari Gopalana, pracownicy Coffee Board zainicjowali ruch i zmusili Coffee Board do wyrażenia zgody na przekazanie punktów sprzedaży robotnikom, którzy następnie założyli Indyjską Spółdzielnię Kawową i zmienili nazwę sieci na Indian Coffee House. Spółdzielnia powstała w Bengaluru 19 sierpnia 1957, a inna w Delhi 27 grudnia 1957. Później powstały kolejne w Ballari i Madras (Chennai), które oddzielone od stowarzyszeń macierzystych. Oddział Malviya Marg w Jabalpur służy jako siedziba główna ICWCS. Od października 2018 Indian Coffee House ma swoją 8. filię w Jabalpur.
Do innych spółdzielni pracowniczych działających w Indiach można zaliczyć m.in. Shri Mahila Griha Udyog Lijjat Papad czy Amul.

## Porównanie miejsc pracy
Istnieją znaczące różnice w celach i środkach między firmami, w których kapitał kontroluje pracę lub firmami, w których państwo kontroluje zarówno pracę, jak i kapitał. Różnice te są łatwo zauważalne, gdy mierzy się je na podstawie podstawowych elementów handlu: celu, organizacji, własności, kontroli, źródeł kapitału, podziału zysków, dywidend, praktyk operacyjnych i opodatkowania. Poniższy wykres porównuje elementy komercyjne kapitalizmu, własności państwowej i spółdzielczej własności pracowniczej. Opiera się na zasadach i przepisach amerykańskich.
| Kryterium            | Prywatne przedsiębiorstwa | Państwowe przedsiębiorstwa | Spółdzielnie pracownicze |
| Cel                  | a) Maksymalizacja zysku, zwiększanie wartości akcji | a) Dostarczanie dóbr i usług lub przechowywanie i zarządzanie zasobami obywateli | a) Maksymalizacja wartości netto i realnej wartości wszystkich właścicieli |
| Organizacja          | a) Tworzone i kontrolowane przez inwestorów b) Spółka utworzona zgodnie z odpowiednimi przepisami o spółkach – różne w zależności od kraju c) Z wyjątkiem spółek ściśle kontrolowanych każdy może kupić akcje d) Akcje mogą być przedmiotem obrotu na rynku publicznym | a) Tworzone i kontrolowane przez państwo b) Zarejestrowane przez odpowiedni szczebel rządowy c) Brak akcji d) nie dotyczy                                                                 | a) Tworzone i kontrolowane przez pracowników b) Spółka utworzona zgodnie z odpowiednimi przepisami o spółkach – różne w zależności od kraju c) Tylko członkowie mogą posiadać akcje, jedna akcja na członka. d) Brak publicznej sprzedaży akcji                                       |
| Własność             | a) Udziałowiec | a) Państwo | a) Pracownicy |
| Kontrola             | a) Przez inwestorów b) Polityka ustalana przez udziałowców lub radę nadzorczą c) Głosowanie na podstawie posiadanych akcji d) Dopuszczalne głosowanie przez pełnomocnika                                                                                               | a) Przez państwo b) Polityka ustalana przez rządowych planistów c) nie dotyczy d) nie dotyczy                                                                                             | a) Przez pracowników b) Polityka ustalana przez pośredników wybranych przez członków lub przez zgromadzenie członków c) Jedna osoba – jeden głos d) Głosowanie przez pełnomocnika rzadko dozwolone                                                                                    |
| Źródła kapitału      | a) Inwestorzy, banki, fundusze emerytalne, społeczeństwo b) Z rentownych spółek zależnych lub poprzez zatrzymanie całości lub części zysków | a) Państwo | a) Od członków lub pożyczkodawców, którzy nie posiadają udziału ani prawa głosu b) Z zysków netto, których część jest przeznaczana na reinwestycje |
| Podział marży netto  | a) Dla udziałowców na podstawie liczby posiadanych akcji | a) Dla państwa | a) Dla członków po odłożeniu środków na rezerwy i przekazaniu ich na wspólny rachunek |
| Dywidendy kapitałowe | a) Bez ograniczeń, kwota ustalana przez właściciela lub radę dyrektorów | a) nie dotyczy | a) Ograniczony do odsetka zbliżonego do oprocentowania określonego w regułach |
| Praktyka działania   | a) Właściciele lub menedżerowie zamawiają harmonogramy produkcji oraz ustalają płace i godziny pracy, czasami z udziałem związków zawodowych b) Warunki pracy określone przez prawo pracy i układy zbiorowe                                                            | a) Kierownicy zamawiają harmonogramy produkcji oraz ustalają płace i godziny pracy, czasami z udziałem związków zawodowych b) Warunki pracy określone przez prawo pracy i układy zbiorowe | a) Robotnicy ustalają harmonogramy produkcji albo poprzez wybierane rady i mianowanych kierowników, albo bezpośrednio poprzez zgromadzenia b) Warunki pracy ustalane są przez prawo pracy i zgromadzenie członków-pracowników lub wewnętrzny dialog między członkami a kierownictwem. |
| Opodatkowanie        | a) Podlega zwykłym podatkom od osób prawnych | a) nie dotyczy | a) Szczególne opodatkowanie w niektórych jurysdykcjach |